# کلاریندا سینگی
کلاریندا سینگی (انگلیسی: Clarinda Sinnige؛ زادهٔ january ۱۴, ۱۹۷۳ (۵۲ سال)) ورزشکار هاکی روی چمن اهل پادشاهی هلند است.
وی در مسابقات کشوری و بین‌المللی در مجموع برندهٔ ۲ مدال طلا، ۵ مدال نقره، ۳ مدال برنز شده‌است.